# Tompaháza

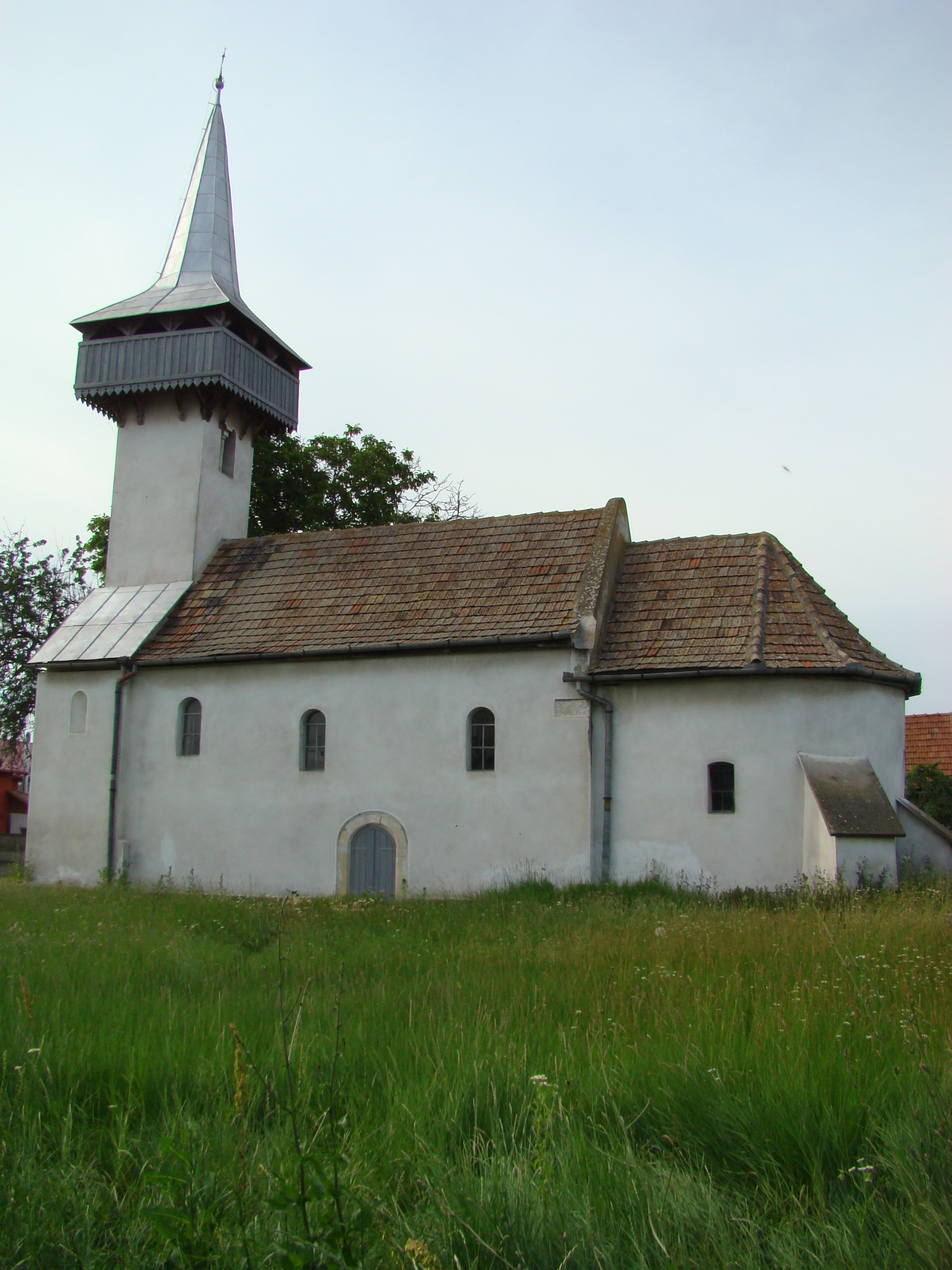
Marosújfalu református temploma

Tompaháza (románul Rădești, az 1920-as évek közepéig Tâmpăhaza, németül Thomaskirch) falu Romániában, Erdélyben, Fehér megyében.

## Fekvése
Nagyenyedtől 7 km-re délre, a Maros bal partján fekszik.

## Nevének eredete
1439-ben Thompahaza néven említik először. Mai román nevét a falu szülötte, az 1920-ban Max Goldstein által a bukaresti szenátusban meggyilkolt Demetriu Radu nagyváradi görögkatolikus püspök emlékére adták. A püspököt a falu görögkatolikus templomában temették el.

## Története
1751-ben öt ház és a templom kivételével leégett.
A falu 1911-ben megjelent monográfiája érdekes képet ad lakói életmódjának változásáról. A 19. század közepén épített házak általában háromosztatúak voltak, lakószobából, pitvarból és kamrából álltak. Alapzatuk kőből, a fal fából készült, a tetőt szalmával fedték. Az ágy kb. egy méter magas volt és a szegényebbek maguk készítették deszkából. Az ágy fölötti hosszú rúdra csak díszítésül szolgáló, hozományba kapott törülközőket, párnahajakat akasztottak. Télen az ágy alatt szállásolták el a féltettebb háziállatokat. A szoba berendezéséhez tartozott még a láda, a tálas és a lóca. A falra ikonokat, esetleg tükröt akasztottak. 1910-ben a faluban a 38 cserépfedelű kőház mellett 46 ilyen faház állt, de a szegényebbek még ekkor is ilyet építettek.
Először a várost járt, módosabb gazdák között kezdett kialakulni a tisztaszoba igénye. Az új házakból majdnem teljesen eltűnt az ágy fölötti rúd és a régi bútorokat részben „urasabb” bútorokra cserélték. A kemencét takaréktűzhellyel váltották fel. Faggyú- vagy viaszgyertya helyett petróleumot használtak világításra. A kerteket és az udvarokat előbb sövény- vagy töviskerítéssel, később deszkakerítéssel vették körül. Az utcakapukat gyakran szépen megmunkált félfákkal és tetőkkel látták el. A házak többségében már csak két generáció élt – korábban gyakori volt, hogy a megnősült fiú vagy fiúk családjukkal a szüleik házában maradtak.
1912-ben hozzácsatolták Marosújfalut (Szászújfalu). Fehér, majd Alsófehér vármegyéhez tartozott.
Itt született 1859-ben Alexandru Bobescu, aki 1899-ben, Craiovában megalapította az első román operett-társulatot.

## Népessége
- 1850-ben 342 lakosából 306 volt román és 28 magyar nemzetiségű; 314 görögkatolikus és 27 református vallású.
- 1900-ban 419 lakosából 399 volt román és 15 magyar anyanyelvű; 403 görögkatolikus és 10 református vallású.
- 2002-ben 719 lakosából 638 volt román, 66 magyar és 14 cigány nemzetiségű; 485 ortodox, 162 görögkatolikus és 66 református vallású.

## Látnivalók
- A református templom eredetileg a 13. század második felében épült, de későbbi gótikus átalakítás nyomai is látszanak rajta. A hajó délkeleti sarkába római kori sírkövet építettek. Különlegesen karcsú, faerkélyes tornya és kazettás mennyezete 1744-ből valók. A középkő kazetta Bogdány Péterné Donát Ilona és fia, Bogdány Péter nevét őrzi. Szószékét 1774-ben Bogdány Anna emeltette.[2]

## Képek

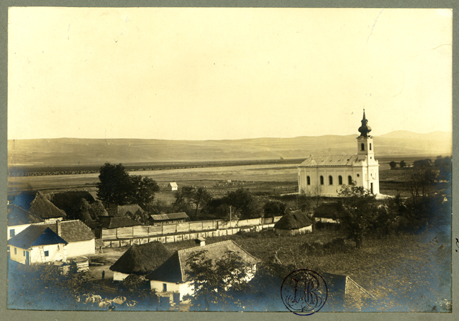
Leopold Adler felvételei a 20. század elejéről: Látképek
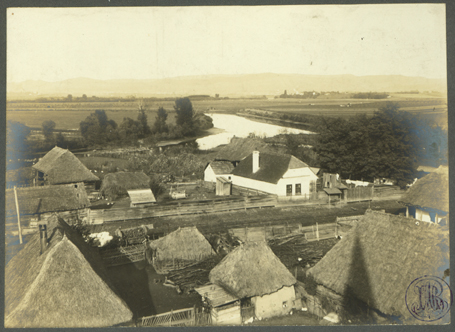
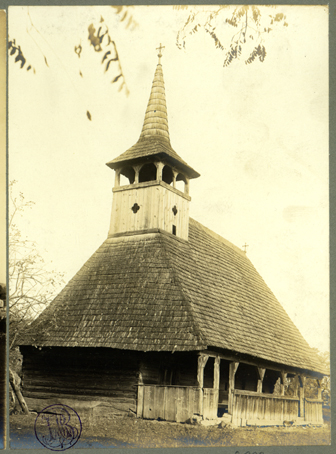
A régi tompaházai görögkatolikus fatemplom
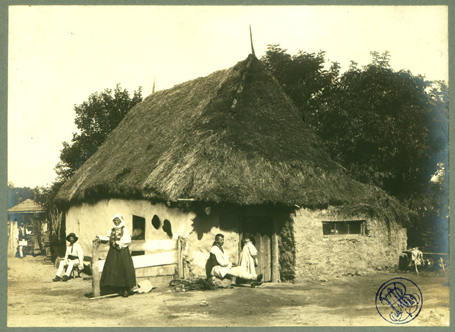
Régi típusú parasztház
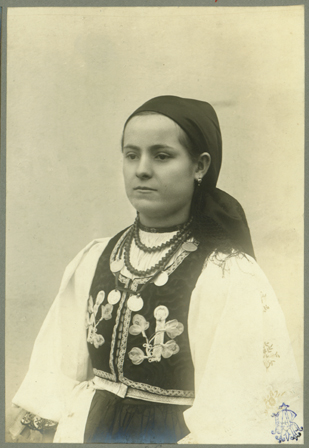
Viseletek
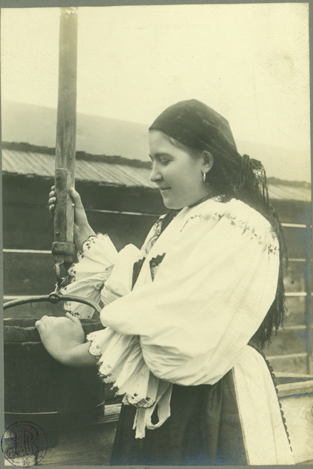
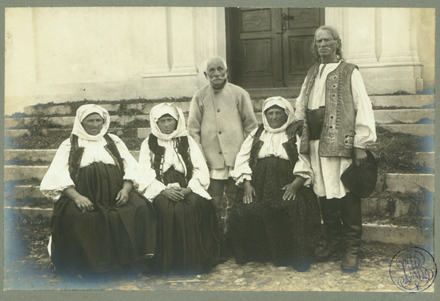
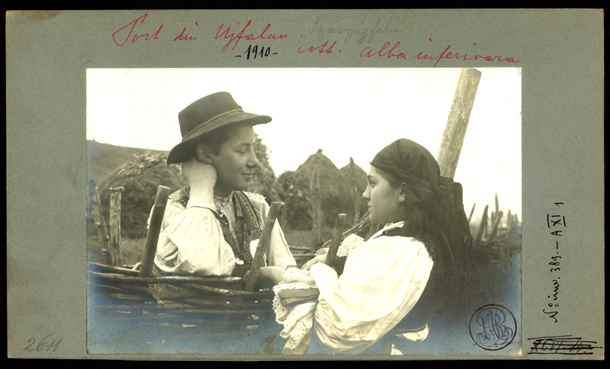
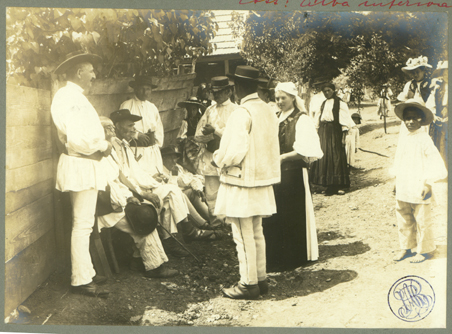
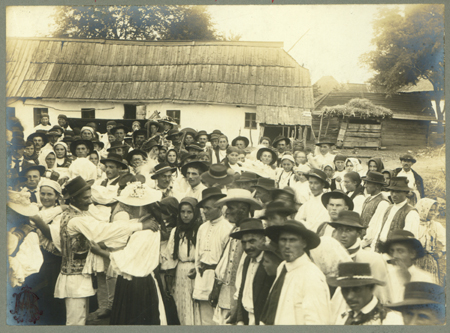
Tánc
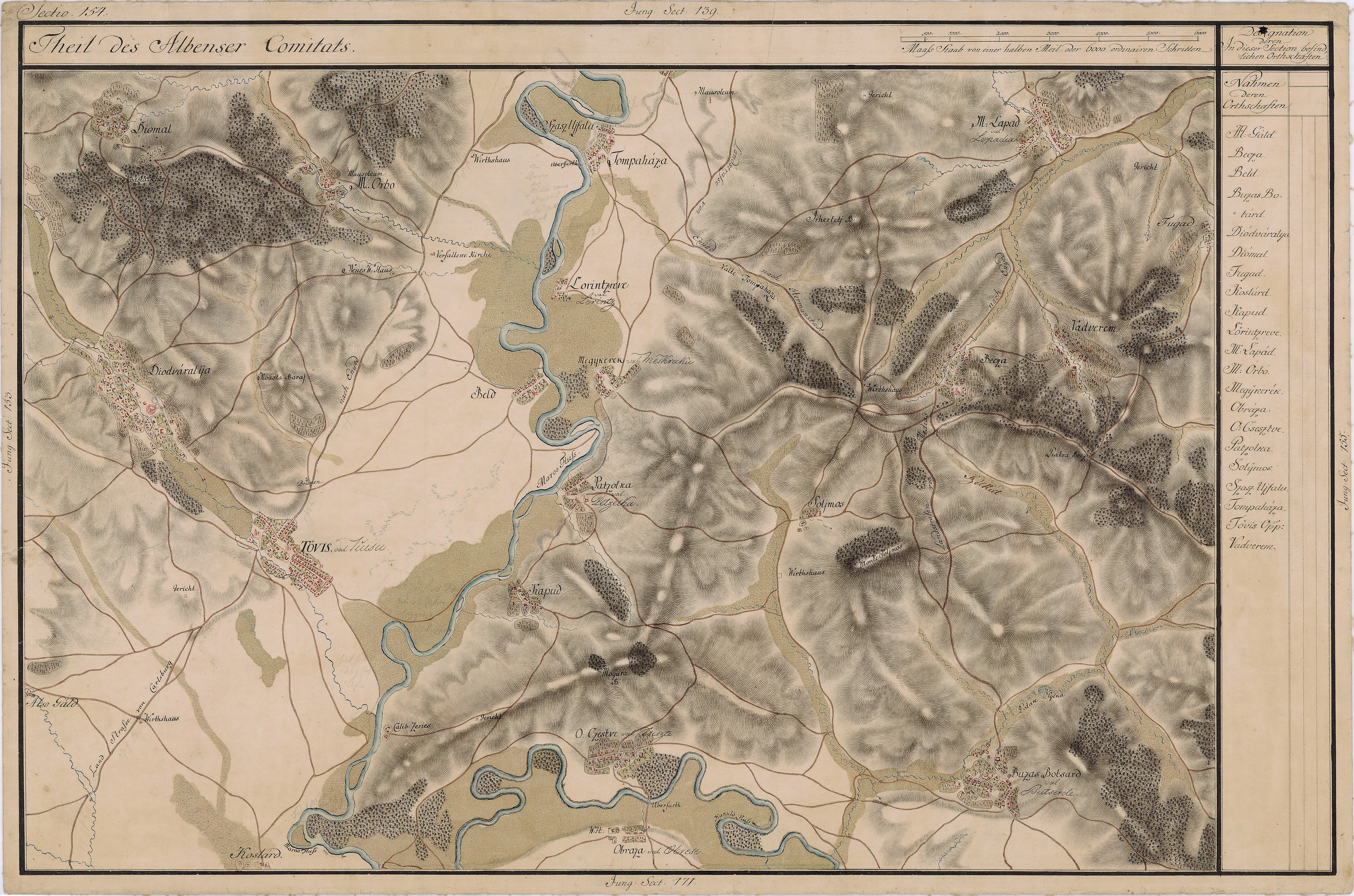
Tompaháza környéke 1770 körül